# Takarazuka
Takarazuka (japanisch 宝塚市, -shi) ist eine Stadt in der Präfektur Hyōgo in Japan auf der Insel Honshū. Sie wurde am 1. April 1954 zur kreisfreien Stadt erhoben und ist Teil des großen Kyōto-Osaka-Kōbe-Ballungsraumes.

## Geografie

### Geografische Lage
Takarazuka liegt im Nordwesten von Osaka und wird umgeben von den Städten Nishinomiya und Amagasaki im Süden, Osaka, Itami und Kawanishi im Osten, sowie Sanda und Kōbe im Westen. Der südwestliche Teil der Stadt ist flach und dicht besiedelt, während im Westen und Norden Berge und ländliche Gegenden das Bild prägen. Diese Berge sind Ausläufer des Rokkō-Gebirges. Quer durch die Stadt fließt der Muko-Fluss auf seinem Weg von den Bergen zur Bucht von Osaka. Im äußersten Nordwesten findet sich als einzige größere Wasserfläche der Sengari-Stausee.

### Klima
Takarazuka liegt in der gemäßigten Klimazone. Die durchschnittliche Jahrestemperatur liegt bei ca. 16,3 Grad Celsius.
Die mittlere Jahresniederschlagsmenge beträgt ca. 1.082 Millimeter.

## Sehenswürdigkeiten
Takarazuka ist vor allem bekannt für die Takarazuka Revue, eine ausschließlich weibliche Theatergruppe, deren Stars männliche Rollen spielen. Außerdem ist hier das Tezuka-Osamu-Manga-Museum.
Ein bedeutender Tempel ist der Nakayama-dera.

## Universitäten
- Kōshien-Universität, gegründet 1967[1]
- Takarazuka-Universität, gegründet 1987[2]

## Verkehr
- Straße:
  - Chūgoku-Autobahn
  - Nationalstraße 176
- Zug:
  - JR Fukuchiyama-Linie
  - Hankyū Takarazuka-Hauptlinie
  - Hankyū Imazu-Linie

## Söhne und Töchter der Stadt
- Takeshi Inomata (1936–2024), Jazzmusiker
- Noriko Ueda (* 1972), Jazzmusikerin
- Tarō Yamamoto (* 1974), Schauspieler, Politiker und Anti-Atomkraft-Aktivist
- Kenta Furube (* 1985), Fußballspieler
- Shinji Okazaki (* 1986), Fußballspieler
- Hiroki Higuchi (* 1992), Fußballspieler
- Riku Miura (* 2001), Eiskunstläuferin
- Taiyō Hiraoka (* 2002), Fußballspieler
- Rikuto Tamai (* 2006), Wasserspringer

## Städtepartnerschaften
- Augusta in Georgia, USA – seit 1989
- 9. Bezirk von Wien, Österreich – seit 1994

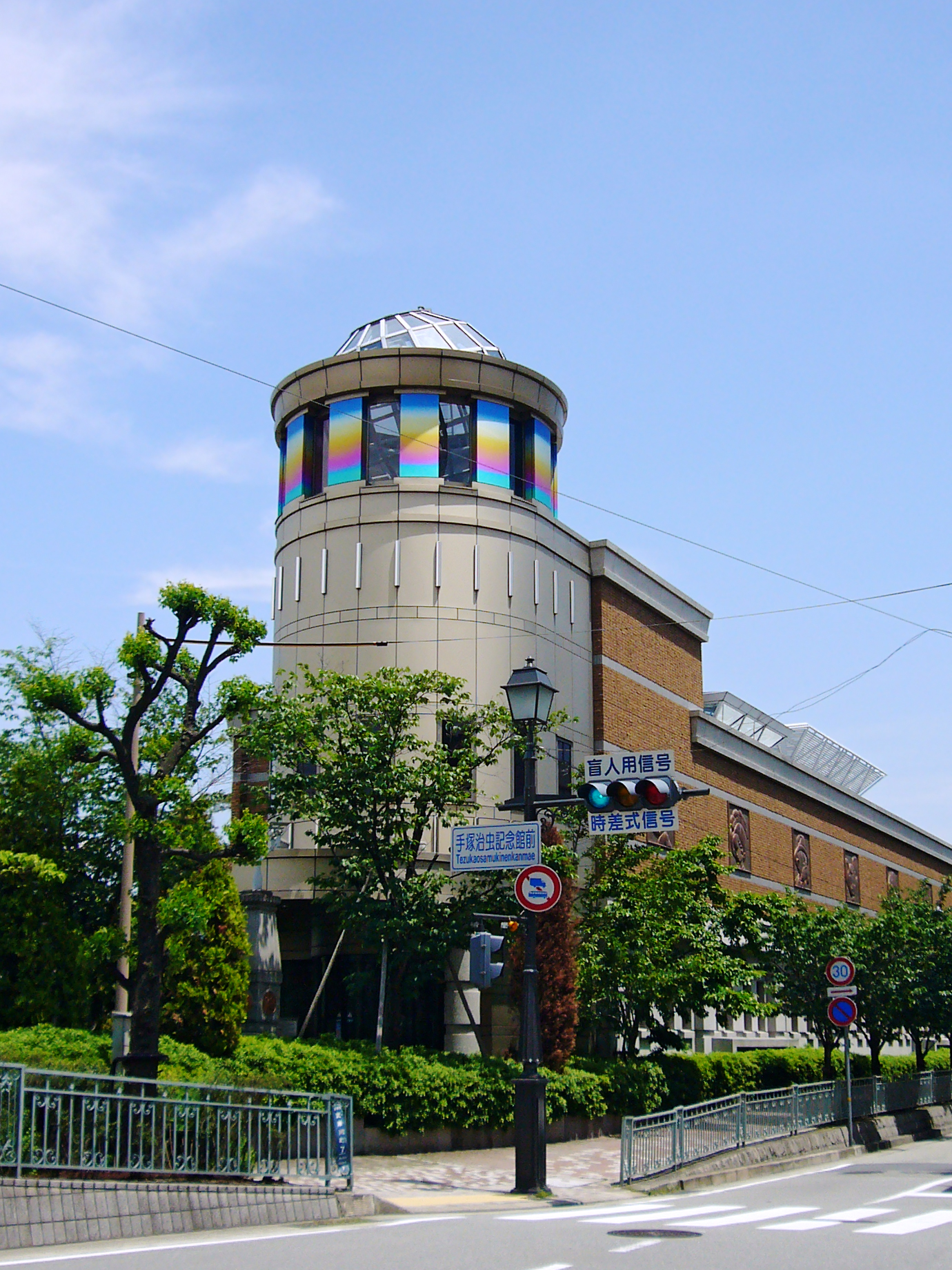
Tezuka-Osamu-Museum
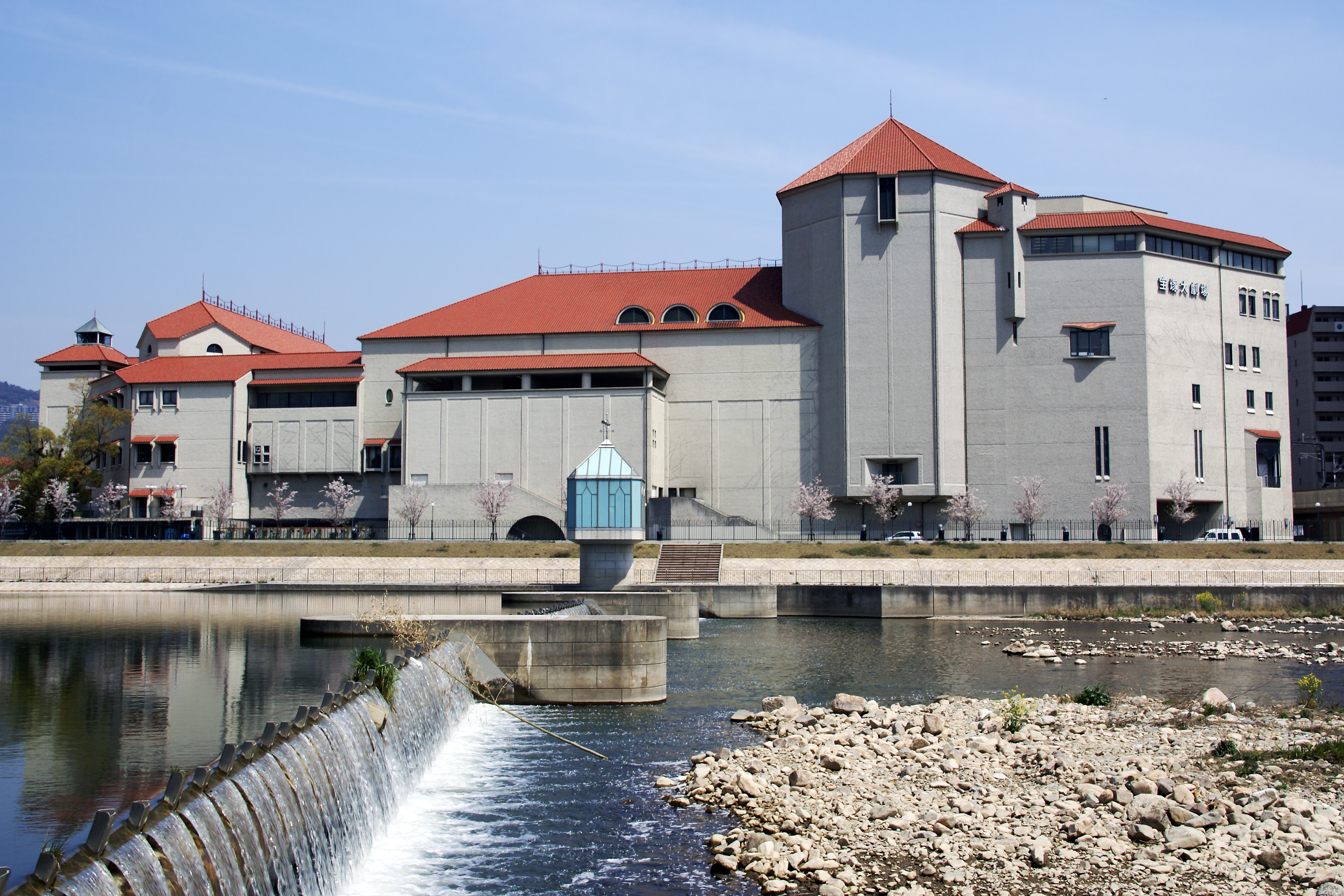
Takarazuka Grand Theater